# Ambassade de Slovénie en France
L'ambassade de Slovénie en France est la représentation diplomatique de la république de Slovénie auprès de la République française. Elle est située 28, rue Bois-Le-Vent dans le 16e arrondissement de Paris, la capitale du pays. Son ambassadrice est, depuis 2024, Renata Cvelbar Bek.

## Liste des ambassadeurs
| Date de nomination | Date de nomination | Date de remise des lettres de créance | Date de remise des lettres de créance | Ambassadeur                         |
| ------------------ | ------------------ | ------------------------------------- | ------------------------------------- | ----------------------------------- |
| 1992               |                    |                                       |                                       | Benjamin Lukman (chargé d'affaires) |
| 1993               |                    | 6 octobre 1993                        |                                       | Andrej Capuder (sl)                 |
|                    |                    | 5 novembre 1997                       | [ JORF 1 ]                            | Jožef Kunič (sl)                    |
| ?                  |                    | 3 juillet 2002                        | [ JORF 2 ]                            | Magdalena Tovornik                  |
| ?                  |                    | 2 juin 2006                           | [ JORF 3 ]                            | Janez Šumrada                       |
| ?                  |                    | 3 décembre 2010                       | [ JORF 4 ]                            | Veronika Stabej                     |
| ?                  |                    | 8 septembre 2015                      | [ JORF 5 ]                            | Andrej Slapničar                    |
| ?                  |                    | 10 décembre 2019                      | [ JORF 6 ]                            | Metka Ipavič                        |
| ?                  |                    | 17 septembre 2024                     | [ JORF 7 ]                            | Renata Cvelbar Bek                  |

## Représentation diplomatique de la Slovénie en France
- Paris : ambassade de la république de Slovénie, et section consulaire.
- Saint-Étienne : consulat de la république de Slovénie.
- Toulouse : consulat de la république de Slovénie